# Andreaea bistratosa
Andreaea bistratosa är en bladmossart som beskrevs av Robert Earle Magill 1981 [1982. Andreaea bistratosa ingår i släktet sotmossor, och familjen Andreaeaceae. Inga underarter finns listade i Catalogue of Life.